# 布科達 (密蘇里州)
布科達（英語：Bucoda），又名伯茲（Byrds），是位於美國密蘇里州鄧克林縣的非建制地區。

## 歷史
布科達的郵局於1895年設立，其後於1930年停運。

## 地理
布科達所處的海拔為高於海平面76米（即249英呎），而該地所採用的時區為UTC-6，即北美中部時區（CST）。同時該地設有夏令時間，為UTC-6調快一小時，即UTC-5（CDT）。